# 三浦順子
三浦 順子（みうら じゅんこ、1957年 - ）は、日本のチベット語の翻訳家。
西宮市生まれ。東京学芸大学教育学部卒業。インドのダラムサラに滞在し、チベット難民と共に4年間を過ごす。帰国後からチベット関係の翻訳や通訳にたずさわる。

## 翻訳
- ジャムヤン・ノルブ編著『中国とたたかったチベット人』ペマ・ギャルポ共訳 日中出版 チベット選書 1987
- リンチェン・ハモ『私のチベット』ペマ・ギャルポ共訳 日中出版 チベット選書 1988
- 『愛と非暴力 ダライ・ラマ仏教講演集』春秋社 1990、新版2000、普及版2008
- リンチェン・ドルマ・タリン『チベットの娘』中公文庫 1991
  - 『チベットの娘　貴族婦人の生涯』中央公論新社 2003
- ジョン・F.アベドン『雪の国からの亡命 チベットとダライ・ラマ半世紀の証言』小林秀英・梅野泉共訳 地湧社 1991
- ツルティム・アリオーネ『智慧の女たち チベット女性覚者の評伝』春秋社 ヒーリング・ライブラリー　1992
- W.D.シャカッパ『チベット政治史』亜細亜大学アジア研究所 1992
- 木村肥佐生『チベット偽装の十年』スコット・ベリー編 中央公論社 1994
- ソギャル・リンポチェ『チベットの生と死の書』大迫正弘共訳 講談社 1995／講談社＋α文庫 2010
- ゲンドゥン・チュンペル『チベット 愛の書』春秋社 1998
- 『ダライ・ラマ日々の瞑想』講談社 1999
- イザベル・ヒルトン『高僧の生まれ変わりチベットの少年』世界文化社 2001
  - 『ダライ・ラマとパンチェン・ラマ』ランダムハウス講談社文庫 2006
- イェシェー・ドゥンデン『チベット医学 身体のとらえ方と診断・治療』地湧社 2001
- 『ダライ・ラマ 怒りを癒す』講談社 2003
- 『ダライ・ラマ 宗教を語る』春秋社 2011
- ダライ・ラマ14世『夜明けの言葉』松尾純写真 大和書房 2011
- 『ダライ・ラマ 宗教を越えて 世界倫理への新たなヴィジョン』サンガ 2012
- タクブンジャ『ハバ犬を育てる話』 海老原志穂・大川謙作・星泉共訳 東京外国語大学出版会 物語の島アジア 2015
- ツェラン・トンドゥプ『黒狐の谷　闘うチベット文学』 海老原志穂・大川謙作・星泉訳 勉誠出版 2017
- 『チベット幻想奇譚』 星泉・海老原志穂 編訳 春陽堂書店 2022